# Route nationale 778
Die Route nationale 778, kurz N 778 oder RN 778, war eine französische Nationalstraße.
Die Straße existierte in den Jahren von 1933 bis 1973 und verlief in drei Teilstücken zwischen Saint-Brieuc und Meucon. Sie hatte von 1948 bis 1973 innerhalb von Saint-Brieuc einen Seitenast, der zum Hafen Le Légué führte. Damals als N 778A ausgeschildert, trägt die Straße heute die Nummer D 779.